# 대분노 (1987년 영화)
《대분노》(Rage Of Honor)는 아르헨티나에서 제작된 고든 헤슬러 감독의 1987년 액션, 드라마 영화이다. 쇼 코스기 등이 주연으로 출연하였고 돈 반 아타 등이 제작에 참여하였다.

## 출연

### 주연
- 쇼 코스기

### 조연
- 마르틴 코리아
- 로빈 에반스
- 게리 깁슨